# Джоанна Хей
Джоанна Дороті Хей (англ. Joanna Dorothy «Jo» Haigh; 7 травня 1954) — британська науковиця, фізикиня і кліматологиня, дослідниця впливу Сонця на клімат Землі, фахівчиня з фізики атмосфери та моделювання клімату. Членкиня Лондонського королівського товариства (2013), докторка філософії (1980), професорка, заслужена дослідницька членкиня Імперського коледжу Лондона, в якому пропрацювала 35 років і звідки пішла у відставку 2019 року, протягом 2014—2019 років співдиректорка Інституту Ґрентема - зміни клімату і середовища, перед чим протягом п'яти років очолювала кафедру фізики згаданого коледжу. Була президентом Королівського метеорологічного товариства (2012—2014), редакторкою Quarterly Journal of the Royal Meteorological Society і Journal of Atmospheric Sciences.

## Життєпис
В Оксфордському університеті здобула ступінь магістерки (1975) і докторки філософії DPhil з фізики атмосфери (1980). 1976 року також здобула ступінь магістерки метеорології в Імперському коледжі Лондона. 1984 року вступила лектором на кафедру фізики Імперського коледжу Лондона, в якому потім провела 35 років — до своєї відставки 2019 року; від 2001 року професорка фізики атмосфери, нині емерит-професорка і заслужена дослідницька членкиня, від 2009 року протягом п'яти років очолювала кафедру фізики, протягом 2014—2019 років — співдиректорка «Інституту Ґрентема — зміни клімату і середовища». Провідна авторка Третьої оціночної доповіді МГЕЗК (2001). Спочатку займалася стратосферою. У дослідженні 2010 року спростувала теорію про те, що глобальне потепління пов'язане з сонячною активністю. Багато виступає в ЗМІ. 2019 року в числі 11 вчених підписала листа до ста найбагатших благодійних організацій і родин з проханням про фінансування зусиль з подолання екологічної кліматичної кризи.
Членкиня Інституту фізики і Королівського метеорологічного товариства, почесна членкиня оксфордського Сомервіль-коледжу (2014).
Відзначена Медаллю і премією Едварда Еплтона Інституту фізики (2004) і Премією Адріана Гілла (Adrian Gill Prize) Королівського метеорологічного товариства (2010). Командор Ордена Британської імперії (2013).
Автор книги «The Sun's Influence on Climate» (Вплив Сонця на клімат) (2015, ISBN 9780691153841).
Заміжня.

## Наукова діяльність

### Дослідження
Хей відома роботами з сонячної активності, а також з радіаційного перенесення, стратосферно-тропосферних явищ і моделювання клімату.

### Точка зору на зміни клімату
Хей дотримується панівних наукових поглядів, що антропогенні викиди вуглецю призводять до посилення парникового потепління. У червні 2016 року вона заявила, що якщо поточні рівні викидів вуглекислого газу залишатимуться незмінними, вони призведуть до зростання температури на 5 °C у порівнянні з доіндустріальним кліматом до кінця наступного століття, і що для досягнення нульового підвищення температури буде потрібно повне припинення викидів вуглецю. Вона також заявила, що до Конференції ООН з питань клімату 2015 року мала оптимізм щодо майбутнього, але пізніше, коли Дональд Трамп став президентом Сполучених Штатів, вона сказала:
|  | Якщо Трамп зробить те, що пообіцяв, а інші підуть за ним, мені стає страшно. Дуже страшно.Оригінальний текст (англ.) If Trump does what he said he'd do, and others follow suit, my gut feeling is that I'm scared. Very scared. |